# Trichobranchus sikorskii
Trichobranchus sikorskii är en ringmaskart som beskrevs av Leontovich och Jirkov in Jirkov 200. Trichobranchus sikorskii ingår i släktet Trichobranchus och familjen Trichobranchidae. Inga underarter finns listade i Catalogue of Life.